# L (тип підводних човнів США)
| ПЧ типу «L»                                                                                            | ПЧ типу «L»                                       | ПЧ типу «L»                                       |
| --- | ------------------------------------------------- | ------------------------------------------------- |
| L-class submarine                                                                                      |                                                   |                                                   |
| |                                                   |                                                   |
| USS L-1 (SS-40) з виставленими розбірними щоглами для парусів і з бризентовим покриттям перил мостика. |                                                   |                                                   |
| Під прапором                                                                                           | США                                               | США                                               |
| Спуск на воду                                                                                          | 1914—1917 рр (11 човнів)                          | 1914—1917 рр (11 човнів)                          |
| Виведений зі складу флоту                                                                              | 1922—1933 р                                       | 1922—1933 р                                       |
| Сучасний статус                                                                                        | утилізовані,                                      | утилізовані,                                      |
| Проєкт                                                                                                 |                                                   |                                                   |
| Розробник проєкту                                                                                      | Electric Boat, Fore River Shipbuilding            | Electric Boat, Fore River Shipbuilding            |
| Основні характеристики                                                                                 |                                                   |                                                   |
| Швидкість (надводна)                                                                                   | 14 вузлів (26 км/год)                             | 14 вузлів (26 км/год)                             |
| Швидкість (підводна)                                                                                   | 10,5 вузлів (19,4 км/год)                         | 10,5 вузлів (19,4 км/год)                         |
| Гранична глибина занурення                                                                             | 61 м                                              | 61 м                                              |
| Екіпаж                                                                                                 | 28 осіб                                           | 28 осіб                                           |
| Розміри                                                                                                |                                                   |                                                   |
| Довжина найбільша (по КВЛ)                                                                             | 50-51,03 м                                        | 50-51,03 м                                        |
| Ширина корпусу найб.                                                                                   | 4,50-5,31 м                                       | 4,50-5,31 м                                       |
| Середня осадка (по КВЛ)                                                                                | 4,04-4,14 м                                       | 4,04-4,14 м                                       |
| Озброєння                                                                                              |                                                   |                                                   |
| Артилерія                                                                                              | гармата 3" (76 мм), ствол 23 калібри              | гармата 3" (76 мм), ствол 23 калібри              |
| Торпедно- мінне озброєння                                                                              | 4 носових ТА калібру 18 дюймів — 467 мм, 8 торпед | 4 носових ТА калібру 18 дюймів — 467 мм, 8 торпед |
| Зображення на Вікісховищі                                                                              |                                                   |                                                   |

Підводні човни типу L  — 11 підводних човнів побудованих в 1914—1917 рр. для ВМС США і перша спроба проєктування та будівництва підводних човнів США океанського класу. У той час це був значний прорив США в конструкції підводних човнів у порівнянні з іншими великими флотами.
Перша група човнів цього типу були спроєктовані на Electric Boat).
А друга група на Fore River Shipbuilding.

## Історія
У листопаді 1917 року, в час Першої світової війни, човни типу були відправлені в Bantry Bay і на Азорські острови для проведення протичовнових патрулювань. Після війни ці човни були залучені до випробувань нових торпед і гідрофонів.

## Конструкція
Як і в попередніх проєктах США на човнах був малий парус.
Крім того, в човнах типу обертовий ковпачок на торпедних апаратх був замінений на жалюзі, які залишилися стандартом до 1950-х років.
Це був перший американський тип підводних човнів оснащених палубною гарматою, у цьому випадку гарматою калібром у 3 дюйми (76 мм) і з довжиною ствола у 23 калібри. L-9 був першим човном побудоване з гарматою, на човнах від L-1 до L-8 гармати були додані після завершення їх будівництва.

## Представники
1 група (Electric Boat)
| Назва            | Верф                    | Спущений на воду | Спущений на воду | Переданий флоту | Виведений з флоту | Утилізований  |
| ---------------- | ----------------------- | ---------------- | ---------------- | --------------- | ----------------- | ------------- |
| USS L-1 (SS-40)  | Fore River Shipbuilding | 13 квітня 1914   | 20 січня 1915    | 11 квітня 1916  | 7 квітня 1922     | 1922          |
| USS L-2 (SS-41)  | Fore River Shipbuilding | 19 березня 1914  | 11 лютого 1915   | 29 вересня1916  | 4 травня 1923     | 1933          |
| USS L-3 (SS-42)  | Fore River Shipbuilding | 18 квітня 1914   | 15 березня 1915  | 22 квітня 1916  | 11 червня 1923    | 1933          |
| USS L-4 (SS-43)  | Fore River Shipbuilding | 23 березня 1914  | 3 квітня 1915    | 4 травня 1916   | 14 квітня 1922    | 1922          |
| USS L-9 (SS-49)  | Fore River Shipbuilding | 2 листопада 1914 | 27 жовтня 1915   | 4 серпня 1916   | 4 травня 1923     | 1933          |
| USS L-10 (SS-50) | Fore River Shipbuilding | 17 лютого 1915   | 16 березня 1916  | 2 серпня 1916   | 5 травня 1922     | Scrapped 1922 |
| USS L-11 (SS-51) | Fore River Shipbuilding | 17 лютого 1915   | 16 травня 1916   | 15 серпня 1916  | 28 листопада 1923 | 1933          |

 2 група (Lake Torpedo Boat)
| Назва           | Верф                               | Закладений     | Спущений на воду | Переданий флоту | Виведений з флоту | Утилізований |
| --------------- | ---------------------------------- | -------------- | ---------------- | --------------- | ----------------- | ------------ |
| USS L-5 (SS-44) | Lake Torpedo Boat Co               | 14 травня 1914 | 1 травня 1916    | 17 лютого 1918  | 5 грудня 1922     | 1925         |
| USS L-6 (SS-45) | California Shpbldg, Long Beach, CA | 27 травня 1914 | 31 серпня 1916   | 7 грудня 1917   | 25 листопада 1922 | 1925         |
| USS L-7 (SS-46) | California Shpbldg, Long Beach, CA | 2 червня 1914  | 28 вересня 1916  | 7 грудня 1917   | 15 листопада 1922 | 1925         |
| USS L-8 (SS-48) | Portsmouth Navy Yard               | 24 лютого 1915 | 23 квітня 1917   | 30 August 1917  | 15 листопада 1922 | 1925         |